# Радиомачта
Радиома́чта — опора (радиоопора, антенно-мачтовое сооружение), на которой располагается необходимое для вещания наземных радиостанций оборудование, антенны и т. д.
Чаще всего радиомачты удерживаются оттяжками, имеют бетонную опору и бывают трёхгранными или четырёхгранными.
Самая высокая радиомачта, KVLY-TV, располагается в США и имеет высоту 629 метров, являясь 5-м по высоте сооружением в мире.
Также иногда радиомачты располагаются на крышах зданий (например, на крыше НИИР).